# Crona
Crona Gorgon (jap. クロナ, Kurona) jedan je od glavnih i ponavljajućih antagonista koji se pojavljuje u japanskoj animiranoj seriji imena Soul Eater. U japanskoj sinkronizaciji, glas mu posuđuje Maya Sakamoto, a u engleskoj sinkronizaciji Maxey Whitehead. Katakterističan je po androginom izgledu  
Razvojem radnje, Crona prelazi iz antagonista u protagonista, čemu je uvelike razlog njegovo porijeklo tragičnog antagonista kojega je majka htjela iskoristiti kao oružje u vlastite svrhe. 